# 아차산 프리스타일 랩배틀
아차산 프리스타일 랩배틀은 아차산에서 열리는 경기도 구리시 힙합씬의 독보적인 원탑 래퍼인 MC 후가 구리시 힙합가수를 발굴하기 위해 기획된 프리스타일 랩 배틀입니다
랩을 하기 전에 형제약수터의 물을 마시면 우승을 한다는 소문이 있다

## 역대 우승자
1회
- 랩킹 오브 더 수택

2회
- 김윤호